# Uchówka skórzasta

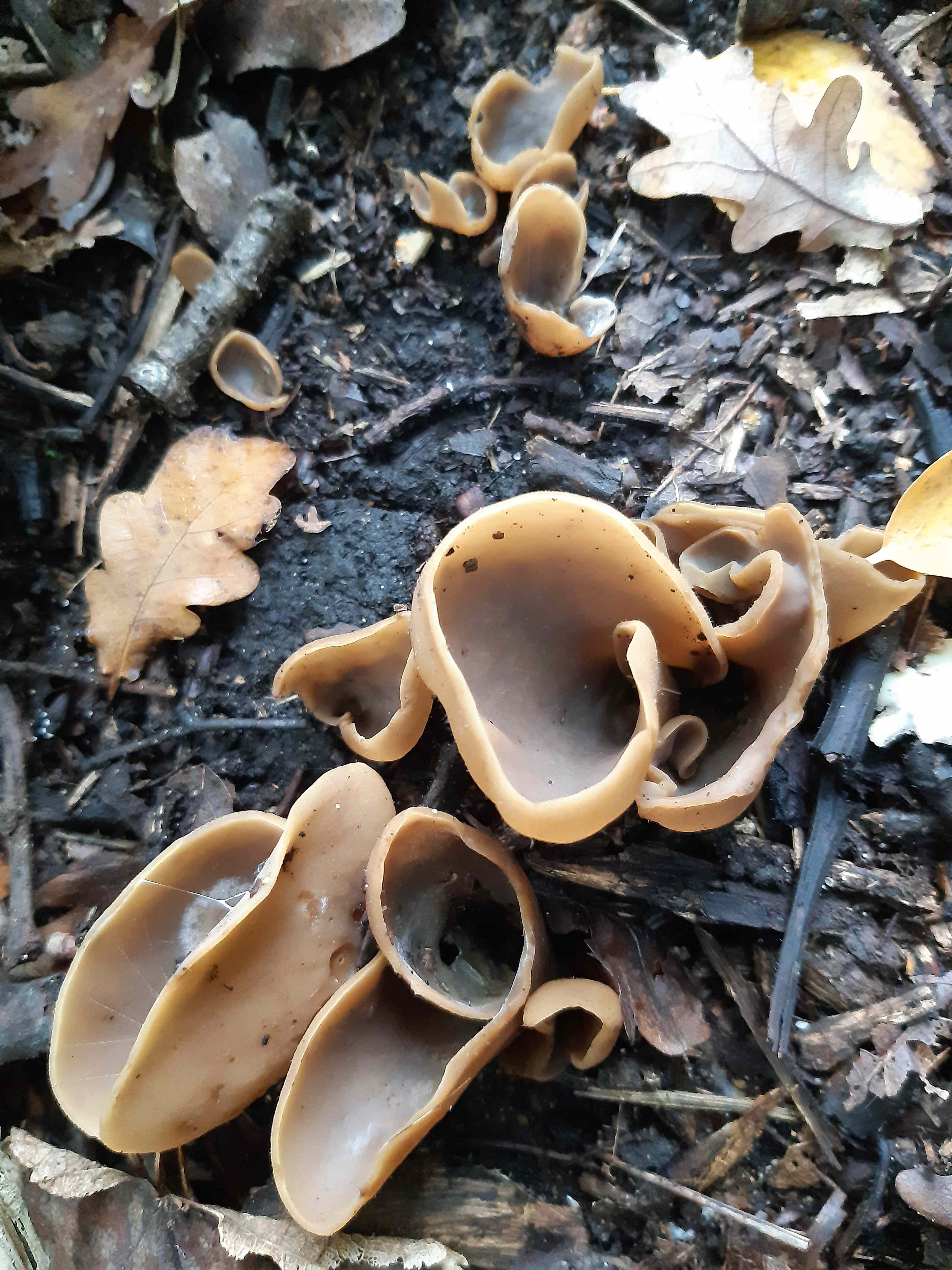

Uchówka skórzasta (Otidea alutacea (Pers.) Massee) – gatunek grzybów należący do rodziny uchówkowatych (Otideaceae).

## Systematyka i nazewnictwo
Pozycja w klasyfikacji według Index Fungorum: Otidea, Otideaceae, Pezizales, Pezizomycetidae, Pezizomycetes, Pezizomycotina, Ascomycota, Fungi.
Po raz pierwszy opisał go w 1800 r. Christiaan Hendrik Persoon, nadając mu nazwę Peziza alutacea. Obecną, uznaną przez Index Fungorum nazwę nadał mu w roku 1895 George Edward Massee.
Ma 16 synonimów. Niektóre z nich:
- Otidea alutacea var. parvispora Parslow & Spooner 2015
- Otidea parvispora (Parslow & Spooner) M. Carbone, Agnello, Kautmanová, Z.W. Ge & P. Alvarado 2019[2].

Polska nazwa na podstawie strony internetowej.

## Morfologia
Owocnik
Średnica 2–4 cm, wysokość 2–6 cm, kształt nieregularnie miseczkowaty, płatowaty lub lejkowaty, podłużnie rozcięty, o brzegu lekko lub silnie zawiniętym do wewnątrz. Powierzchnia wewnętrzna (hymenialna) brązowoszara, matowa, gładka, powierzchnia zewnętrzna (sterylna) o barwie od skórzastokremowej do skórzastożółtawej, w stanie świeżym gładka, po wyschnięciu delikatnie zamszowata. Trzon o wysokości do 7 mm, gruby, silnie związany z podłożem. Powierzchnia biaława, filcowata. Miąższ mięsisty, skórzasto-chrząstkowaty, dość kruchy, o grubości do 2 mm i barwie od żółtawej do kremowoochrowej, nie zmieniający barwy po uszkodzeniu, bez wyraźnego zapachu i smaku.
Cechy mikroskopowe
Zewnętrzna warstwa miseczki zbudowana z cienkościennych komórek kulistych lub nieco kanciastych, o średnicy do 20 μm, szklistych, pozbawionych skorupy. Warstwa wewnętrzna składa się z komórek o teksturze intricata, żółtych lub bladożółtych, o ścianach komórkowych szklistych lub bladożółtych, bez inkrustowanych strzępek. Subhymenium zbudowane ze splątanych, cienkościennych strzępek o żółtawej pigmentacji ścian, w stanie suchym tworzy ciemną, daktylowo-brązową linię. Askospory, eliptyczno-cylindryczne, gładkie, z dwoma gutulami, o końcach szeroko, tępo zaokrąglonych (14,5–) 15,0–17,5(–18,5) × (6,5–)7,0–8,0(–8,5) µm, Q=1,98−2,45. Worki operculate, cylindryczne, 200–210 × 11–11,5 μm, wyrastające z pastorałek. Wstawki szkliste lub z bladożółtą zawartością, z wtrąceniami w postaci granulatu lub niewielkich pęcherzyków, smukłe, o średnicy 1,6–2,5 µm w środku i dołem, wierzchołek zakrzywiony lub haczykowaty, niektóre z wyraźnym lub niepozornym nacięciem.
Gatunki podobne
Uchówka skórzasta różni się nieco kształtem miseczki od innych uchówek, ponadto zwykle tworzy skupiska. Uchówka zajęcza (Otidea leporina) ma bardziej zwężającą się miseczkę i żółtawobrązowe hymenium, Uchówka ośla (Otidea onotica) jest większa, ma kształt ucha i żółtobrązowe hymenium, często z różowawymi odcieniami.

## Występowanie i siedlisko
Uchówka skórzasta znana jest głównie w Europie, poza nią podano jej występowanie w Ameryce Północnej i Środkowej, Azji i na Nowej Zelandii. W Polsce M.A. Chmiel z 2006 r. przytoczyła 8 stanowisk, w późniejszych latach podano wiele nowych, najbardziej aktualne podaje internetowy atlas grzybów. Znajduje się w nim na liście gatunków zagrożonych, wartych objęcia ochroną.
Grzyb naziemny, prawdopodobnie ektomykoryzowy. Owocniki zwykle w skupiskach, ale czasami samotnie w drewnie drzew liściastych i iglastych od późnej jesieni do połowy zimy.